# ヘムヘムのワルツ
「ヘムヘムのワルツ」は『忍たま乱太郎』のヘムヘムの楽曲。

## 収録アルバム
- 『忍たま乱太郎 ヘムヘムクラシック入門』 (1998年発売)
- 『忍たま乱太郎 20th アニバーサリーアルバム 忍たまファミリー・ベストセレクション』 ※Disc 1に収録 (2012年発売)

## 曲の詳細
1. ヘムヘムのワルツ [2:21]
  - 作曲 : ショパン 編曲 : 馬飼野康二
  - NHK教育アニメ『忍たま乱太郎』1998年 エンディングテーマ